# Partido Socialista Alemán
El Partido Socialista Alemán (en alemán: Deutschsozialistische Partei, DSP) fue un partido político alemán de extrema derecha durante los primeros años de la República de Weimar. Fundado en 1918, su objetivo declarado era una ideología que combinaría tanto ideas del movimiento völkisch y elementos socialistas. Sin embargo, el partido nunca se convirtió en un movimiento de masas: después de disolverse en 1922, muchos de sus miembros se unieron al parecido Partido Nacional Socialista Obrero Alemán (NSDAP) en su lugar.
El DSP fue fuertemente influenciado por la antisemita Sociedad Thule dirigida por Rudolf von Sebottendorf, así como las publicaciones del ingeniero Alfred Brunner que quería crear un partido que sería a la vez nacionalista, socialista y atractivo para el proletariado alemán, que en ese momento estaba muy influenciado por el comunismo, después de la revolución de noviembre. Esto hizo que el DSP y otros partidos similares en conjunto  con el Partido Obrero Alemán en Múnich y sus alrededores, se convirtiera en el NSDAP. Una fusión de los dos partidos no se logró, sin embargo.
En 1920, el partido (que en un principio sólo había existido en Núremberg y alrededor de Franconia) fue fundado para todo el Estado alemán y participó en las elecciones parlamentarias de Alemania de 1920. Sin embargo, el partido resultó impopular con solamente cerca de 7.000 votos. Esto llevó a Julius Streicher, un miembro importante del partido, a aliarse con el llamado Völkische Werkgemeinschaft en el verano de 1921. Sin embargo, el DSP continuó perdiendo miembros y popularidad.
A finales de 1922, el Partido Socialista Alemán se disolvió oficialmente, y muchos de sus miembros siguieron a Streicher al NSDAP.